# Kelp Point
Kelp Point är en udde i Sydgeorgien och Sydsandwichöarna (Storbritannien). Den ligger i den nordvästra delen av Sydgeorgien och Sydsandwichöarna.
Terrängen inåt land är kuperad. Havet är nära Kelp Point åt nordost.  Trakten runt Kelp Point är nära nog obefolkad, med mindre än två invånare per kvadratkilometer.